# Our Little Corner of the World: Music from Gilmore Girls
Our Little Corner of the World: Music from Gilmore Girls è un CD contenente la colonna sonora della serie televisiva statunitense Una mamma per amica. Il CD è stato pubblicato dalla Warner Bros. Records nel 2000 in concomitanza alla trasmissione della prima stagione del telefilm. Oltre a contenere le background music del telefilm composte da Sam Philips, nel CD sono inserite la sigla di apertura dello show, Where You Lead I Will Follow, cantata da Carole King e Louise Goffin, ed alcuni altri brani sentiti durante le puntate.

## Tracce
1. Waltz #1
2. What A Wonderful World - Joey Ramone
3. Child Psychology - Black Box Recorder
4. Know Your Onion! - The Shins
5. I Found Love - The Free Design
6. Car Song - Elastica
7. Oh My Love - John Lennon
8. Getting Married
9. Where You Lead I Will Follow - Carole King e Louise Goffin
10. Clear Spot - Pernice Brothers
11. One Line - PJ Harvey
12. I'm The Man Who Murdered Love - XTC
13. Maybe Next Week
14. Thirteen - Big Star
15. Human Behavior - Björk
16. I Don't Mind - Slumber Party
17. Tell Her What She Wants To Know
18. It's Alright, Baby - Komeda
19. God Only Knows - Claudine Longet
20. Smile - Grant-Lee Phillips
21. O'oh - Yōko Ono
22. Rory And Lane
23. Girl From Mars - Ash
24. My Little Corner Of The World - Yo La Tengo